# Defensa de la semilla de amapola

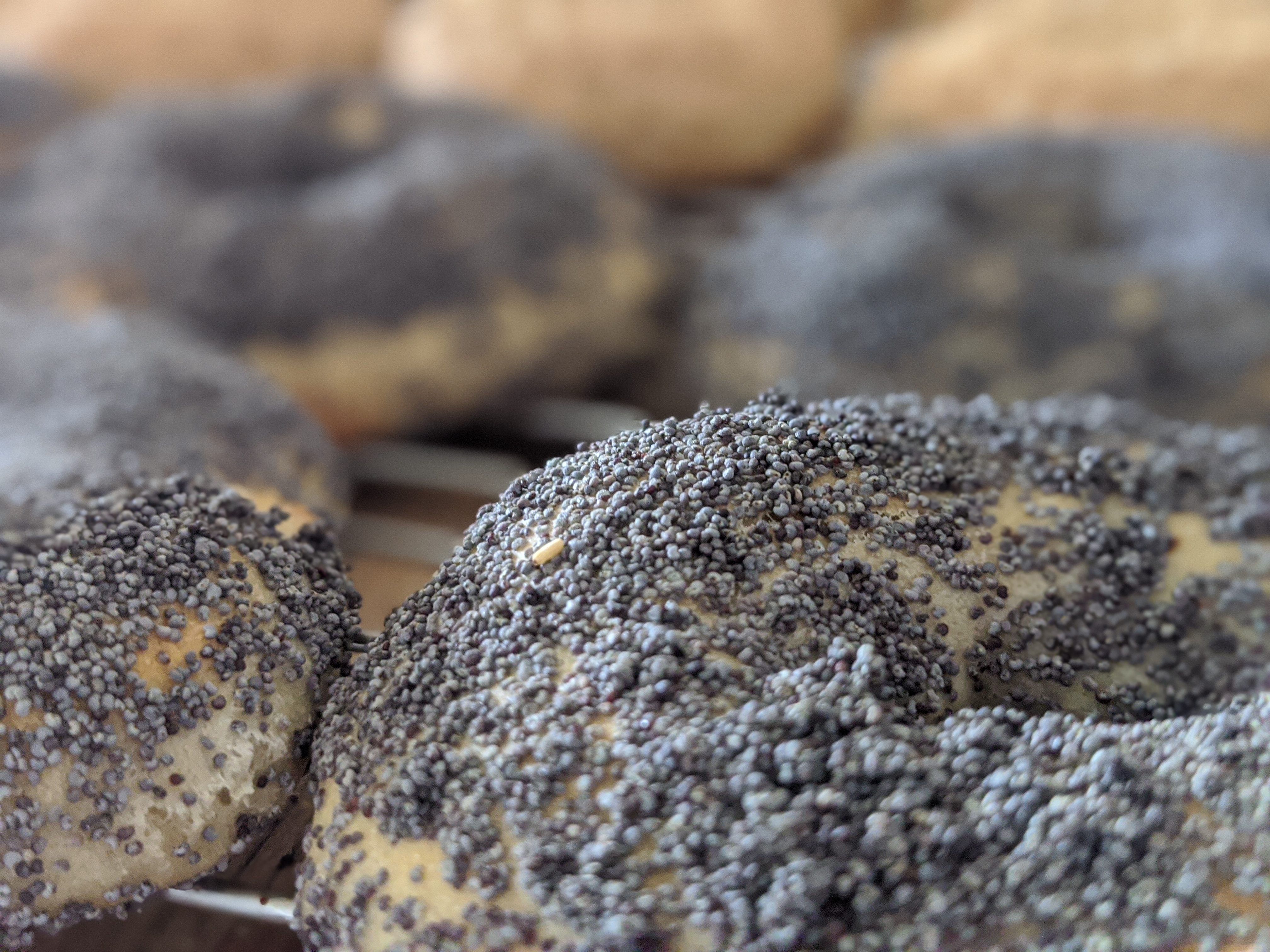
Un bagel de semillas de amapola se puede usar como parte de la defensa de la semilla de amapola.

La defensa de la semilla de amapola es una razón comúnmente citada para evitar cualquier sanción por fallar una prueba de drogas. La defensa afirma que el resultado positivo de una persona fue solo como resultado de que la persona consumió semillas de amapola un período de tiempo antes de realizar la prueba. Ha sido reconocida en el campo médico y legal como una defensa válida.

## Reconocimiento
La defensa de la semilla de amapola ha sido reconocida desde hace mucho tiempo en la profesión médica. Las semillas de la amapola adormidera se han utilizado para fabricar heroína e incluso después de someterse a un tratamiento para el consumo, los alcaloides opiáceos y trazas de morfina pueden filtrarse en los alimentos. En los Estados Unidos antes de 1998, 300 nanogramos de opiáceos por mililitro eran suficientes para fallar una prueba de drogas. Sin embargo, debido al reconocimiento de la defensa de la semilla de amapola, el Departamento de Salud y Servicios Humanos de los Estados Unidos aumentó la tasa a 2000 nanogramos (equivalente a tres bagels de semilla de amapola) para intentar negar la posibilidad de un falso positivo. Sin embargo, algunos hospitales todavía utilizan los estándares antiguos. Como resultado, los falsos positivos pueden dar lugar a acciones legales. También se ha citado como una razón por la que las pruebas de detección de drogas en orina no son confiables. Científicos médicos han advertido que los datos recibidos de las pruebas de drogas deben ser examinados cuidadosamente como resultado de la defensa.
Algunos científicos han estado trabajando en formas de contrarrestar la defensa de la semilla de amapola. En 2014, investigadores del King's College de Londres afirmaron que la presencia de un metabolito glucurónido llamado ATM4G, que está presente en la heroína pero no en las semillas de amapola, puede determinar si una prueba positiva fue el resultado del consumo de drogas o semillas de amapola.

## Uso de la defensa
En 2011, un triatleta de Nueva Zelanda evitó una prohibición de dopaje después de dar positivo por opiáceos después de haber consumido semillas de amapola antes de un evento. La defensa también ha sido reconocida en la equitación. En 2013, la potranca Estimate, propiedad de la reina Isabel II del Reino Unido, no pasó una prueba de detección de drogas que se atribuyó a alimentos contaminados en los establos, que contenían semillas de amapola. Su entrenador no se enfrentó a ninguna sanción como resultado de la defensa de la semilla de amapola. Dos años más tarde, la Federación Ecuestre Internacional reconoció formalmente la defensa de la semilla de amapola para los jinetes de caballos que consumían alimentos contaminados con semillas de amapola. En 2020, una mujer en Alabama, Estados Unidos, perdió la custodia de su bebé recién nacido porque los médicos encontraron rastros de opiáceos en su orina. Esto se atribuyó más tarde al pan de semillas de amapola que había comido y le devolvieron al bebé.